# Hong Kong Tennis Classic
Hong Kong Tennis Classic — выставочный теннисный турнир в Гонконге, Китай. Проводится в рамках серии турниров в азиатско-тихоокеанском регионе, подготовительных к Australian Open.

## Общая информация
Гонконгские организаторы несколько раз пытались организовать у себя соревнование женского профессионального тура, но каждый раз довольно быстро отказывались от его проведения из-за недостатка финансирования: первая попытка — в начале 1980-х — просуществовала три сезона, а вторая — в первой половине 1990-х — закончилась неудачей уже после первого соревнования. К концу 1990-х в Гонконге пересмотрели саму идею проведения у себя соревнования и организовали у себя показательный турнир в период финальной стадии подготовки теннисистов профессионального тура к Australian Open.
Первые годы турнир разыгрывался как личное женское соревнование: организаторы приглашали восемь теннисисток, которые по системе игр на выбывание выявляли сильнейшую теннисистку всего турнира и сильнейшую теннисистку из проигравших в первом круге. В 2009 году турнир переделан в схожее по формату групповое соревнование, где соревновались сборные определённых регионов мира.
Несколько раз турнир терял титульного спонсора и был на грани закрытия, но каждый раз организаторы находили способ продолжить турнир. В 2011 году однако финансовые проблемы приобрели нерешаемый характер и турнир-2012 проведён не был. Сроки проведения соревнования, впрочем, показались весьма интересными Федерации тенниса Китая и в 2013 году они организовали в это же время года турнир WTA в другом городе страны — Шэньчжэне.

## Финалы разных лет

### Одиночный турнир
| Год  | Чемпионка              | Финалистка        | Счёт          |
| ---- | ---------------------- | ----------------- | ------------- |
| 1999 | Винус Уильямс          | Штеффи Граф       | 2-2 — отказ   |
| 2000 | Дженнифер Каприати     | Мартина Хингис    | 7-6, 4-6, 6-3 |
| 2001 | Елена Докич            | Анна Курникова    | 7-63, 6-3     |
| 2002 | Дженнифер Каприати (2) | Елена Дементьева  | 1-6, 6-4, 6-4 |
| 2003 | Моника Селеш           | Чанда Рубин       | 5-7, 6-1, 6-2 |
| 2004 | Винус Уильямс (2)      | Мария Шарапова    | 7-5, 6-3      |
| 2005 | Елена Дементьева       | Винус Уильямс     | 6-3, 6-2      |
| 2006 | Ким Клейстерс          | Линдсей Дэвенпорт | 6-3, 7-5      |
| 2007 | Ким Клейстерс (2)      | Мария Шарапова    | 6-3, 7-68     |
| 2008 | Винус Уильямс (3)      | Мария Шарапова    | 6-4, 6-3      |

### Командный турнир
| Год  | Чемпион                                                | Финалист                                       | Счёт |
| ---- | ------------------------------------------------------ | ---------------------------------------------- | ---- |
| 2009 | команда Америки (Уильямс, Вандевег, Дулко)             | команда России (Звонарёва, Чакветадзе, Панова) | 3:2  |
| 2010 | команда России (Кафельников, Шарапова, Звонарёва)      | команда Европы (Азаренко, Возняцки, Эдберг)    | 2:1  |
| 2011 | команда России (2) (Кафельников, Кириленко, Звонарёва) | команда Европы (Возняцки, Резаи, Эдберг)       | 3:1  |